# Du riechst so gut
«Du riechst so gut» (нім. «Ти пахнеш так добре») — перший сингл групи «Rammstein» з їхнього першого альбому Herzeleid. Пісня розповідає про хижака, котрий шукає жертву, і містить у собі тему божевілля й одержимості мисливця. Мотивом до написання цієї пісні послужив роман «Парфумер» Патріка Зюскінда.
Цей сингл було випущено знову у 1998 році у під назвою «Du riechst so gut '98» разом з новим відеокліпом.

## Відеокліпи
Перший кліп на цю пісню був створений у 1995 році. Крім членів групи в ньому брав участь доберман, а також була використана гербера, яка також була розміщена на обкладинці альбому «Herzeleid». У деяких країнах цей кліп було заборонено через те, що він нібито ніс у собі нацистські натяки. В 1998 році для перевидання синглу було знято другу версію кліпу, в якому учасники гурту знялися у ролях своєрідних перевертнів.

## Живе виконання
Цю пісню було вперше представлено публіці на першому шоу «Rammstein» 14 квітня 1994 року в Лейпцизі. Пісню використовували в завершенні шоу гурту протягом багатьох виступів туру «Herzeleid». Пісня була на час забута і не використовувалася на концертах туру «Mutter» (2001-2002), але потім знову повернулася до трек-списку туру «Reise, Reise» (2004—2005).

## Список треків
1. «Du riechst so gut» (Single version) — 4:50
2. «Wollt ihr das Bett in Flammen sehen?» (Album version) — 5:19
3. «Du riechst so gut» (Scal Remix) — 4:45